# Население Джибути
Численность населения Джибути составляет 818 тыс. человек (оценка на июль 2009). Около 2/3 населения страны живёт в столице.

## Характеристика
Годовой прирост — 1,9 % (2009)
Младенческая смертность — 98 на 1000 (2009)
Средняя продолжительность жизни — 43 года (2009)
Заражённость вирусом иммунодефицита (ВИЧ) — 3,1 % (оценка 2007)
Грамотность населения старше 15 лет — 68 % (оценка 2003).
Этнический состав: исса и другие сомалийские племена — 60 %, афар — 35 %, другие (французы, арабы, итальянцы, греки) — 5 %.
Основная религия — ислам суннитского толка (94 %); христиане составляют 6 % от населения страны.

## Динамика населения
| Год            | Население |
| -------------- | --------- |
| 1              | 200       |
| 1500           | 2 000     |
| 1700           | 10 000    |
| 1800           | 27 000    |
| 1900           | 29 000    |
| 1910           | 30 000    |
| 1920           | 36 000    |
| 1930           | 43 000    |
| 1940           | 52 000    |
| 1950           | 62 000    |
| 1960           | 85 000    |
| 1970           | 162 000   |
| 1980           | 304 000   |
| 1990           | 440 000   |
| 2000           | 651 400   |
| 2010           | 894 000   |
| 2016 (оценка)  | 942 333   |
| 2030 (прогноз) | 1 411 000 |
| 2100 (прогноз) | 2 750 000 |

## Фертильность
Динамика общего показателя фертильности (1988−2002 годы).
| Периоды   | В среднем по стране | Городское население | Сельское население / кочевники |
| --------- | ------------------- | ------------------- | ------------------------------ |
| 1988−1992 | 5,2                 | 5,0                 | 6,3                            |
| 1993−1997 | 5,1                 | 4,8                 | 6,1                            |
| 1998−2002 | 4,2                 | 4,1                 | 4,9                            |

## Языки
Большинство населения говорит на сомалийском или афарском языках. Французский язык, унаследованный с колониального периода, и арабский, который имеет социальную, культурную и религиозную важность, являются официальными языками Джибути. По данным международной организации франкоязычных стран (МОФ) на 2018 год 50 % населения Джибути владеет французским языком.

## Крупнейшие города
1. Джибути — 625 000
2. Али-Сабье — 24 000
3. Дихил — 12 000